# Декусар Марія Олександрівна
Марія Олександрівна Декусар (11 грудня 1972, Одеса) — українська шахістка, міжнародний майстер серед жінок, чемпіонка України із шахів серед жінок 1993 року.
Випускниця Харківського інституту фізкультури (тренер Валерій Бронзник).

## Турнірні результати
| Рік  | Місто       | Турнір                 | + | − | = | Результат | Місце   |
| ---- | ----------- | ---------------------- | - | - | - | --------- | ------- |
| 1989 | Бердянськ   | 49-й чемпіонат України |   |   |   | 7 з 15    | 10 — 12 |
| 1991 | Сімферополь | 51-й чемпіонат України | 4 | 7 | 4 | 6 з 15    | 14      |
| 1993 | Мелітополь  | 53-й чемпіонат України | 8 | 0 | 5 | 10½ з 13  | Gold    |
| 1994 | Алушта      | 54-й чемпіонат України | 4 | 4 | 1 | 4½ з 9    | 29      |